# Гусаков, Евгений Иванович
Евгений Иванович Гусаков (род. 4 февраля 1981, Балашов, Саратовская область) — российский хоккеист, нападающий.

## Биография
Начинал играть в «Кристалле» Саратов, воспитанник тольяттинской «Лады». Начинал играть в команде «Лада-2» в сезонах 1997/98 — 1998/99. На драфте НХЛ 1999 года был выбран в 8-м раунде под общим 226-м номером клубом «Нью-Йорк Рейнджерс». Сезон 1999/2000 провёл в команде QMJHL «Бэ-Комо Драккар», сыграв один матч за «Хартфорд Вулф Пэк» из AHL. В начале 2001 года вернулся в «Ладу», сыграл один матч в Суперлиге и 8 за «Ладу-2», конец сезона отыграл в «Бэ-Комо Драккар». Сезон 2001/02 провёл в белорусском клубе «Полимир» Новополоцк, затем играл за «Молот-Прикамье» (2002/03), «Молот-Прикамье-2» (2002/03, 2003/04), «Нефтяник» Лениногорск (2002/03), «Мотор-2» Барнаул (2002/03), «Казахмыс» Караганда (Казахстан, 2003/04).